# Migi Zima
Migi Zima (von japanisch 右島 ‚Richtige Insel‘) ist eine kleine Insel vor der Prinz-Harald-Küste des ostantarktischen Königin-Maud-Lands. In der Inselgruppe Flatvær liegt sie unmittelbar vor der Ost-Ongul-Insel vor dem Ostufer der Lützow-Holm-Bucht.
Luftaufnahmen und Vermessungen japanischer Antarktisexpeditionen dienten ihrer Kartierung. Die Benennung erfolgte 1972.